# Bruno Peki
 (mars 2025).
Motif : Les sources centrées d'envergure nationale datent toutes des 2020. Sans doute prématuré.
- Archive Wikiwix
- Bing
- Cairn
- DuckDuckGo
- E. Universalis
- Gallica
- Google
- G. Books
- G. News
- G. Scholar
- Persée
- Qwant
- (zh) Baidu
- (ru) Yandex
- (wd) trouver des œuvres sur Wikidata

| 1. | Préciser le motif de la pose du bandeau. | Précisez le motif de la pose du bandeau en utilisant la syntaxe suivante : {{admissibilité à vérifier\|date=juin 2025\|motif=remplacez ce texte par le motif}}                  |
| 2. | Informer les utilisateurs concernés.     | Pensez à avertir le créateur de l'article, par exemple, en insérant le code ci-dessous sur sa page de discussion : {{subst:avertissement admissibilité à vérifier\|Bruno Peki}} |

Bruno Peki, de son vrai nom Bruno Hausler, né en 1999 à Genève ou à Lancy, est un humoriste, chroniqueur et acteur suisse.

## Biographie

### Naissance et études
Bruno Peki naît en 1999 à Genève ou à Lancy. Son père, Bernard Hausler, est suisse et sa mère, Patricia Hausler, est brésilienne.
Durant sa jeunesse, il joue au ping-pong jusqu'à essayer de rejoindre l'équipe suisse de tennis de table. Il commence le théâtre en 2017 au collège de Saussure et fait sa première scène de stand-up et théâtre pour son travail de maturité,.
De 2016 à 2021, il joue au conservatoire populaire de Genève et obtient un certificat d'études de théâtre, il prend ensuite des cours préprofessionnels au conservatoire de musique de Genève de 2021 à 2022. Il décroche un bachelor en jeu théâtral, l'année suivante, au conservatoire d'art dramatique de Montréal.

### Nom
Bruno Hausler, de son vrai nom, découvre au début de sa carrière qu'il existe un autre humoriste qui s'appelle également Bruno Hausler. Il change donc son nom en Peki, en écriture d'origine Pequi, qui est un arbre qui se trouve au Brésil, sa deuxième nationalité. Ses initiales B. P. sont également les initiales de ses parents Bernard et Patricia.

### Carrière
Bruno Peki est ambassadeur de l'association Stop Suicide en Suisse à partir de 2020 au moins.
Il joue sur une scène pour la première fois le 4 avril 2017 au Banane Comedy Club de Fréquence Banane, la radio lié à l'université de Lausanne,.
Après avoir été repéré par plusieurs humoristes, il intègre la maison de production Jokers Comedy en 2018 et fait ses débuts sur le média de la RTS, Tataki,,.
Le 20 décembre 2018, il participe à la soirée Stand-Up for migrants, organisée par l'Organisation des Nations-Unies au Victoria Hall, aux côtés de Thomas Wiesel, Charles Nouveau, Deborah Frances-White, Evelyn Mok, Noman Hosni, Hari Kondabolu,.
En 2019, il intègre le Caustic Comedy Club et participe à la tournée Marie-Thérèse fête les vignerons aux côtés de Marie-Thérèse Porchet, alias Joseph Gorgoni et d'autres humoristes.
Il gagne, en 2020, le prix du concours de la scène ouverte du Festival de Morges-sous-Rire, tremplin qui le propulse dans d'autres festivals au Canada, en France et en Belgique,.
Il joue son tout premier rôle d'acteur au cinéma, en 2023, dans la série suisse Délits mineurs de Nicole Borgeat,.
En 2024, il devient chroniqueur dans l'émission La Bande originale, sur France Inter, dans laquelle il présente une chronique humoristique hebdomadaire s'intitulant La drôle d'humeur de Bruno Peki.

## Spectacles
- 2018 : Grand garçon[13]
- 2019 : Innocent[5]

## Filmographie

### Années 2020
- 2023 : Délits mineurs de Nicole Borgeat : Nathan Monney[14]

## Distinctions

### Récompenses
- 2018 : Lauréat du concours Les Best de l'humour à Paris
- 2019 : Gagnant Suisse du concours Mon premier Montreux organisé par le Montreux Comedy Festival
- 2020 : Gagnant du concours de la scène ouverte du Festival de Morges-sous-Rire
- 2021 : Lauréat du Nouveau talent de l'humour de l'année de la Société suisse des auteurs